# Lützow (incrociatore)
Il Lützow fu un incrociatore pesante della Kriegsmarine tedesca, quinta e ultima unità della Classe Admiral Hipper. Venne venduto ancora incompleto alla Marina Sovietica l'11 febbraio 1940, che lo ribattezzò Petropavlovsk; trasferito a Leningrado, non venne completato in quanto le parti mancanti non giunsero mai dalla Germania.

## Servizio nella Kriegsmarine
Impostato nei cantieri Deschimag di Brema il 2 agosto 1937, venne varato il 1º luglio 1939 con il nome di  Lützow, in onore di Adolf Freiherr von Lützow, generale prussiano vissuto tra il 1782 e il 1834. Allo scoppio della seconda guerra mondiale la nave era ancora incompleta; la carenza di materie prime e la priorità data alla costruzione di sommergibili ne resero impossibile il completamento, proprio come per la gemella Seydlitz.
Il 28 settembre 1939 la Germania e l'Unione Sovietica decisero di estendere il campo di applicazione dell'Accordo commerciale tedesco-sovietico firmato il 19 agosto 1939; in base a tale accordo, il governo sovietico inviò in Germania una apposita commissione per selezionare i prodotti tedeschi da scambiare con le materie prime sovietiche. Il 30 novembre 1939 la commissione presentò l'elenco definitivo dei materiali selezionati: oltre a vario materiale bellico, venne chiesta la consegna dell'incrociatore Prinz Eugen (ormai quasi completo) e degli scafi degli incrociatori Seydlitz e Lützow, oltre ai piani di costruzione delle corazzate di classe Bismarck. L'8 dicembre Hitler respinse le richieste sovietiche sul Prinz Eugen e sul Seydlitz, ma si disse disposto a trattare sul Lützow. Discussioni riguardo al prezzo e ai termini di consegna ritardarono il perfezionamento dell'accordo fino al febbraio 1940; Hitler stesso voleva ritardare il più possibile la firma dell'accordo nella speranza che la fine della guerra lo rendesse non più necessario.
L'11 febbraio 1940 l'accordo venne firmato: il Lützow venne ceduto all'Unione Sovietica, completo degli armamenti e delle attrezzature già installate, unitamente a schemi tecnici e risultati delle prove relativi alla classe Hipper e ai piani per la costruzione delle corazzate classe Bismarck e di un cacciatorpediniere con cannoni da 150 mm; in cambio, l'Unione Sovietica pagò alla Germania 104 milioni di Reichsmark (invece dei 150 milioni inizialmente richiesti dai tedeschi) in materie prime, da versare per l'80% entro 12 mesi dalla firma dell'accordo e il resto entro 15 mesi da essa. Ritardi e contrattempi frapposti dai tedeschi ritardarono il passaggio di consegne del Lützow fino al 31 maggio 1940, quando la nave venne trainata a Leningrado. Il nome Lützow venne riutilizzato dai tedeschi per ribattezzare la corazzata tascabile Deutschland già il 15 novembre 1939.

## Servizio nella Voenno Morskoj Flot SSSR
Lo scafo dell'incrociatore giunse ai Cantieri Baltico di Leningrado il 31 maggio 1940; venne deciso di completarlo secondo il progetto originario, in quanto l'incrociatore mancava solo delle sovrastrutture, fatta eccezione per due delle torri dell'artiglieria principale, una delle quali già dotata dei cannoni da 203 mm. Per assistere i sovietici nella costruzione venne inviato un gruppo di tecnici ed ingegneri tedeschi, denominato "Ufficio di presidenza L" e comandato dal colonnello von Neske. Il reclutamento dell'equipaggio della nave iniziò nell'agosto del 1940, ed entro la fine dell'anno contava già più di mille uomini, sotto il comando del commodoro A. Vanifatyev. Il 25 settembre 1940 la nave venne ribattezzata Petropavlovsk, in onore dell'omonima città.
Il personale tedesco cercò ogni occasione per ritardare i lavori di completamento, e all'inizio dell'estate del 1941 fece ritorno in patria. Al 22 giugno 1941, giorno dell'attacco tedesco all'Unione Sovietica, la nave era completa al 70%, con quattro cannoni da 203 mm installati in due torri (la prodiera anteriore e la poppiera posteriore) ma con il sistema di propulsione principale fuori uso; alcuni dei sistemi contraerei (un cannone binato da 37 mm e otto da 20 mm) erano stati consegnati ma non ancora installati (lo furono nel luglio-agosto successivo). Il 15 agosto la nave fu inserita nello "Squadrone Navi in Costruzione" (in russo: "Отряд вновь строящихся кораблей") della Flotta del Baltico, insieme ad alcuni cacciatorpediniere incompleti; una parte dell'equipaggio fu riconvertito in un battaglione di fanti di marina, mentre circa 400 tra artiglieri, macchinisti ed elettricisti rimase assegnato alla nave, che venne trainata nel porto di Leningrado per fungere da batteria di artiglieria galleggiante.
Il 7 settembre i cannoni del Petropavlovsk aprirono il fuoco sui reparti della Wehrmacht in avvicinamento alla città; i tedeschi avevano già consegnato munizioni per tutti e otto i cannoni principali, quindi il munizionamento non fu un problema per l'equipaggio dell'incrociatore. Già l'11 settembre, tuttavia, dopo aver sparato solo 21 colpi, uno dei cannoni da 203 mm si ruppe a causa del guscio interno difettoso. Il 17 settembre l'artiglieria pesante tedesca aprì il fuoco sull'incrociatore immobile, centrandolo più di 50 volte con colpi da 210 mm; l'impianto elettrico venne messo fuori uso e la nave iniziò ad imbarcare acqua, fino a finire incagliata nel basso fondale del porto con l'acqua all'altezza del ponte principale. La nave fu rimorchiata di nuovo nel Cantiere Baltico, mentre le artiglierie contraeree venivano rimosse e installate su altre navi della flotta. La nave tornò in azione nel dicembre 1942, quando i suoi tre cannoni da 203 mm diedero il loro contributo alla difesa di Leningrado, sparando più di un migliaio di proiettili e rimanendo in funzione fino al termine dell'assedio. Il 1º settembre 1944, l'incrociatore fu rinominato Tallinn, essendo il nome Petrovalovsk riassegnato al suo precedente proprietario, la corazzata Marat.
Nel 1946, a guerra conclusa, si ipotizzò di completare l'incrociatore secondo il piano originario, unitamente al gemello Seydlitz, il cui scafo era stato catturato a Königsberg; per ragioni economiche (la cifra richiesta per completarlo era pari a quella necessaria per costruire un nuovo incrociatore da battaglia di Classe Kronštadt) il progetto venne abbandonato. Il Tallinn venne utilizzato come nave scuola statica fino al 1950, per poi essere adibito a nave-caserma con il nome di PKZ-112. Il 3 aprile 1958 venne tolto dall'elenco navale, per poi essere demolito nel periodo 1959-1960.